# Глезненська сільська рада
Глезненська сільська рада — колишня адміністративно-територіальна одиниця та орган місцевого самоврядування у Полонському, Дзержинському і Любарському районах Шепетівської, Житомирської і Бердичівської округ Вінницької й Житомирської областей Української РСР та України з адміністративним центром у с. Глезне.

## Населені пункти
Сільській раді були підпорядковані населені пункти:
- с. Глезне
- с. Мала Деревичка
- с. Перетік

## Населення
Кількість населення ради, станом на 1923 рік, становила 748 осіб, кількість дворів — 122.
Відповідно до перепису населення СРСР, станом на 17 грудня 1926 року, чисельність населення ради становила 759 осіб, з них, за статтю: чоловіків — 374, жінок — 385; етнічний склад: українців — 701, росіян — 3, євреїв — 6, поляків — 26, інші — 23. Кількість господарств — 173, з них, несільського типу — 19.
Відповідно до результатів перепису населення СРСР, кількість населення ради, станом на 12 січня 1989 року, становила 1 369 осіб.
Станом на 5 грудня 2001 року, відповідно до перепису населення України, кількість мешканців сільської ради становила 1 164 особи.

## Склад ради
Рада складалася з 16 депутатів та голови.

## Керівний склад сільської ради
| ПІБ                        | Основні відомості                                                                             | Дата обрання | Дата звільнення |
| -------------------------- | --------------------------------------------------------------------------------------------- | ------------ | --------------- |
| Мельник Назар Вікторович   | Сільський голова, 1978 року народження, освіта, член Всеукраїнського об'єднання «Батьківщина» | 26.03.2006   | 31.10.2010      |
| Кузьмишина Жанна Сергіївна | Сільський голова, 1963 року народження, освіта вища, Всеукраїнське об'єднання «Батьківщина»   | 31.10.2010   |                 |

Примітка: таблиця складена за даними джерела

## Історія
Створена 1923 року в складі сіл Глезне, та хуторів Глезненська Пасіка і Кулів Берег Деревицької волості Новоград-Волинського повіту Волинської губернії. У 1926 році х. Кулів Берег передано до складу Гізівщинської сільської ради Любарського району. Станом на 15 червня 1926 року в підпорядкуванні ради числяться поселення Глезненська економія та х. Сесікова. Станом на 1 жовтня 1941 року на обліку значиться х. Бите Озеро; Глезненська економія, Глезненська Пасіка та Сесікова не перебувають на обліку населених пунктів.
Станом на 1 вересня 1946 року сільська рада входила до складу Любарського району Житомирської області, на обліку в раді перебували с. Глезне та х. Бите Озеро.
11 серпня 1954 року, внаслідок виконання указу Президії Верховної ради УРСР «Про укрупнення сільських рад по Житомирській області», до складу ради включене с. Мала Деревичка ліквідованої Малодеревичківської сільської ради Любарського району. 2 вересня 1954 року, відповідно до рішення Житомирського облвиконкому № 1087 «Про перечислення населених пунктів в межах районів Житомирської області», х. Бите Озеро передано до складу Гізівщинської сільської ради Любарського району. 26 березня 1956 року, відповідно до рішення Житомирського ОВК № 298 «Про перечислення села Перетік Старолюбарської сільської ради до складу Глезненської сільської ради Любарського району», до складу ради включено с. Перетік Старолюбарської сільської ради.
Станом на 1 січня 1972 року сільська рада входила до складу Любарського району Житомирської області, на обліку в раді перебували села Глезне, Мала Деревичка та Перетік.
Припинила існування 20 листопада 2017 року, увійшовши до складу Любарської селищної територіальної громади Любарського району Житомирської області.
Входила до складу Полонського (7.03.1923 р.), Любарського (21.08.1924 р., 4.01.1965 р.) та Дзержинського (30.12.1962 р.) районів.